# 德拉蒙德鎮區 (密歇根州)
德拉蒙德鎮區（英語：Drummond Township）是位於美國密西根州契皮瓦縣的一個行政鎮區。

## 地方資料
德拉蒙德鎮區的面積為644.90平方千米，當中陸地面積為333.90平方千米，而水域面積為311.00平方千米。根據2020年美國人口普查的數據，當地共有人口973人，而人口密度為每平方千米1.51人。